# Bishop's Tawton
Bishop's Tawton è un villaggio e parrocchia civile dell'Inghilterra, appartenente alla contea del Devon.